# 御所浦白亜紀資料館
天草市立御所浦白亜紀資料館（あまくさしりつごしょうらはくあきしりょうかん、英: Goshoura Cretaceous Museum）は、熊本県天草市の離島の御所浦島にあった恐竜や化石をテーマとする天草市立の自然系資料館。

## 概要
1997年に御所浦に分布する白亜紀の地層から天草で初めてとなる恐竜化石や日本最大級の肉食恐竜の歯化石などが発見されたことから、同年7月、御所浦島開発総合センター内に開設。全面リニューアルを行い、2024年3月20日に「天草市立御所浦恐竜の島博物館」として新しく開館した。
近くにはガイドが常駐するトリゴニア砂岩化石採集場があり、有料で化石採集体験ができる。また、「アンモナイト館」「白亜紀の壁」「ニガキ化石公園」「弁天島の恐竜足跡化石発見地」「京泊の恐竜化石発見地」「トリゴニアの壁（採石場跡地）」など、島のあちこちに化石や地層の見学できる場所があるほか、恐竜のオブジェなどもあり、島をまるごと博物館として楽しむこともできる。2007年、「御所浦」は「日本の地質百選」に選定された。

## 「海にうかぶ博物館 あまくさ」
天草御所浦ジオパークは、2009年（平成21年）10月に日本ジオパークに認定された。2014年8月には対象範囲を拡大し、天草ジオパークとして認定された。2020年3月に日本ジオパークネットワークから退会し、認定を返上した。現在はジオパークに変わる取り組みとして、「海にうかぶ博物館 あまくさ」を推進しており、天草の自然をより広く活用した活動を目指している。

## 交通アクセス
各港から定期船が就航している。
- 三角港（宇城市三角町） - 嵐口港 - 御所浦港 - 横浦港 - 与一ヶ浦港 -棚底港（倉岳町）
- 棚底港 - 与一ヶ浦港 - 横浦港 - 嵐口港 - 御所浦港 - 本渡港（本渡市）
- 本渡港 - 御所浦港 - 水俣港（水俣市）
- 御所浦港 - 与一ヶ浦港 - 大道港（上天草市龍ヶ岳町）

そのほか海上タクシーが利用できる。